# كيم يو جونغ (روائي)
كيم يو جونغ (الكورية: 김유정) (و. 1908 – 1937 م) هو روائي، وكاتب كوري جنوبي، ولد في شونشيون، توفي في سول، عن عمر يناهز 29 عاماً.

## التعليم
تعلم في جامعة يونسي
.